# Ernst Reibstein
Ernst Reibstein (* 31. Mai 1901 in Kaiserslautern; † 26. August 1966 in Bern) war ein deutscher Journalist und Völkerrechtshistoriker.

## Leben
Reibstein war der Sohn eines Realschul-Lehrers (Studienrat) für neuere Sprachen in Kaiserslautern. Er studierte Jura in Heidelberg und Berlin. Wegen eines Einstellungsstopps für Beamte in den 1920er Jahren wandte er sich dem Journalismus zu und wurde zunächst Assistent am Institut für Zeitungskunde in Berlin. 1925 wurde er außenpolitischer Redakteur des Wolffschen Telegraphenbüros (WTB) und war ab 1926 in Paris. Ab 1928 war er Korrespondent in Genf und Bern. Er berichtete von vielen internationalen Konferenzen wie denen des Völkerbundes. Nach der Übernahme des WTB im DNB war er deren Korrespondent in Bern. Nach dem 20. Juli 1944 wurde er zurückbeordert, da er sich weigerte, gegen die Schweiz zu schreiben, er blieb aber in Bern. 1949 zog er von Bern nach Wolfenweiler bei Freiburg.
Er ist durch verschiedene Abhandlungen zur Geschichte des Völkerrechts und dessen geistesgeschichtliche Wurzeln im Naturrecht bekannt geworden, wobei er erst ab 1949 auf diesem Gebiet zu veröffentlichen begann. Dabei wirkte er als Privatgelehrter und arbeitete mit dem Max-Planck-Institut für ausländisches öffentliches Recht und Völkerrecht in Heidelberg. Bekannt machte ihn  eine Abhandlung über Johannes Althusius, in der er die Anfänge des neueren Völkerrechts nicht auf die Reformation, sondern auf ältere Strömungen aus dem Spätmittelalter zurückführte, die in der Schule von Salamanca ausgearbeitet wurden. Daneben veröffentlichte er Studien über den Spanier Fernando Vázquez de Menchaca (Vasquius), als Verbindung der Schule von Salamanca zu Hugo Grotius, und den Schweizer Josias Simler und eine zusammenfassende Darstellung in der Reihe Orbis academicus, die auch die Entwicklung bis ins 20. Jahrhundert behandelt. Weiter befasste er sich auch mit dem Völkerrecht der Hanse und damit wirtschaftsgeschichtlichen Aspekten.

## Schriften
- Johannes Althusius als Fortsetzer der Schule von Salamanca.  Untersuchungen zur Ideengeschichte des Rechtsstaates und zur altprotestantischen Naturrechtslehre, Freiburger rechts- und staatswissenschaftliche Abhandlungen, Bd. 5, Karlsruhe: C. F. Müller 1955
- Die Anfänge des neueren Natur- und Völkerrechts. Studien zu den Controversiae illustres des Ferdinand Vasquius (1559), Bern 1949
- Respublica Helvetiorum. Die Prinzipien der eidgenössischen Staatslehre bei Josias Simler, Bern: P. Haupt 1949
- Völkerrecht, 2 Bände, Orbis academicus, Karl Alber Verlag, München/Freiburg, 1958, 1963 (Band 1: Von der Antike bis zur Aufklärung, Band 2: Die letzten zweihundert Jahre)
- Volkssouveränität und Freiheitsrechte. Texte und Studien zur politischen Theorie des 14. bis 18. Jahrhunderts, 2 Bände, Orbis academicus (Sonderbände), Karl Alber Verlag, 1972
- Das ʺEuropäische Öffentliche Rechtʺ 1648-1815 : ein institutionengeschichtlicher Überblick, Archiv des Völkerrechts, Band 8, 1960, S. 385–420
- Pufendorfs Völkerrechtslehre, Österreichische Zeitschrift für öffentliches Recht und Völkerrecht, Band 7, 1955/56, S. 43–72
- Von Grotius zu Bynkershoek, Archiv des Völkerrechts, Band 4, 1953
- Über Juan de Mariana, Der Staat, Band 1, 1962, S. 479–486

In der Zeitschrift für ausländisches öffentliches Recht und Völkerrecht:
- Allgemeines Staatsrecht und Völkerrecht bei Carl Gottlieb Svarez: zur Edition der ʺKronprinzen-Vorträgeʺ, Band 22, 1962, S. 509–539
- Das Völkerrecht der deutschen Hanse, Band 17, 1956, S. 38–92
- Deutsche Grotius-Kommentatoren bis zu Christian Wolff, Band 15, 1953, S. 76–102
- Johann Gottlieb Heineccius als Kritiker des grotianischen Systems, Band 24, 1964, S. 236–264
- Neumayr von Ramsla als Völkerrechtsautor, Band 14, 1951/52, S. 125–152
- Die Völkerrechtskasuistik des Abbé de Mably, Band 18, 1957/58, S. 229–260
- Die Dialektik der souveränen Gleichheit bei Vattel, Band 19, 1958, S. 607–636